# Корсунов, Михаил Иванович
Михаи́л Ива́нович Ко́рсунов (21 ноября 1900 − 23 декабря 1964) — советский руководитель рыбной промышленности Каспийского бассейна, участник Великой Отечественной войны.

## Биография
Родился в селе Капустин Яр Астраханской губернии. В 1907 году умер его отец, крестьянин-сапожник. Семья осталась без жилья и средств. Михаил был старшим из пятерых детей. Вся семья Корсуновых стала работать на рыбных промыслах. В межпутинное время Михаил работал пастухом верблюдов в своём селе. Затем стал работать трафаретчиком на рыбных промыслах.
В 1913 году переезжает к родственникам в город Баку и поступает учеником токаря на механический завод предпринимателя Григорьяна. Летом 1914 года во время Бакинской забастовки выполнял поручения руководителей забастовки в Балаханах, главным образом по обеспечению связи между стачечными комитетами.
В 1915 году за требование повышения заработка был уволен с работы и возвратился в село Капустин Яр. Михаил устраивается рабочим по двору к местным купцам Орлову, Смолякову, Подлесному. В сентябре 1917 года уехал в село Самоделку, где был избран секретарём сельского Совета рабочих, солдатских и крестьянских и ловецких депутатов Травинского уезда. Работая секретарём исполкома села Самосделки, Корсунов принимал непосредственное участие в сборе продовольствия и доставке его в астраханскую крепость, где в начале 1918 года закрепились большевики, подавлявшие белоказацкое контрреволюционное выступление.
В июне 1918 года снова возвращается в с. Капустин Яр уже в качестве сотрудника волостного продотряда. А в сентябре его переводят на работу в местную ЧК. Одновременно он вступает в красногвардейский отряд, участвует в борьбе с кулачеством, зелёноармейцами и эсерами.
В октябре 1918 года был принят в ряды РКП(б), а через несколько месяцев избран ответственным секретарем волостного комитета партии. В апреле 1919 года по партийной мобилизации его направляют в Красную Армию на Царицынский фронт рядовым бойцом. Позже он становится артиллерийским разведчиком. Получает ранение.
Осенью 1919 года политотдел 38-й стрелковой дивизии XI армии направляет Корсунова в дивизионный отряд агентурной разведки. В этом разведывательном органе, позже переименованном в Регистроддив, он прослужил до июля 1921 года. Прошел боевой путь в составе 38-й, а затем 20-й стрелковых дивизий от Царицына до Еревана. Начал службу разведчиком, а закончил исполняющим обязанности начальника Регистроддива. За этот период неоднократно участвовал в боях на Кубани, в Азербайджане против мусаватистов, под Тбилиси против грузинских меньшевиков, здесь же — в Грузии — против дашнаков.
Осенью 1921 года, после окончания боевых действий, его переводят в Азербайджанское республиканское управление Всеобуча. Он занимается укомплектованием уездных отделов Всеобуча.
Весной 1922 года проводились мероприятия по коммунизации рядов Красной Армии. М. Корсунова в числе большой группы молодых коммунистов-активистов города Баку направляют в строевую часть Кавказского корпуса, расположенного на персидской границе. Здесь он прошел путь от политбойца до политрука конной сотни, участвовал в охране границы.
По возвращении с границы назначается начальников штаба ЧОН Азербайджана. На этом посту был до 1924 года.
Ещё находясь на службе в ЧОНе, он поступил вольнослушателем на 1-й курс Черногородского отделения Бакинского рабфака. После демобилизации Корсунова зачисляют студентом рабфака, и в 1926 году он заканчивает его. После рабфака поступил на учёбу в Азербайджанский политехнический институт. Закончил его со званием инженера-рыбовода.
Во время учёбы избирался председателем исполбюро рабфака и председателем исполбюро института. Состоял членом Бакинского городского Совета рабочих, крестьянских, красноармейских и матросских депутатов IX созыва, членом президиума Центрального бюро Пролетстуда, членом Государственного учёного Совета Азербайджана от студенческих организаций, избирался членом парткома.
С 1931 года, после окончания института, работал ответственным инструктором морского глубьевого лова в Азрыбтресте, затем директором Азербайджанской научной рыбохозяйственной станции, начальником производственного отдела объединения «Южкаспрыба».
С 1933 года в течение 5 лет работал заместителем управляющего Дагестанским рыбным трестом в Махачкале. В том же году был назначен заместителем управляющего Волго-Каспийским рыбным трестом, который располагался в Астрахани. А через четыре месяца его утвердили управляющим этим трестом.
В 1940 году поступил в Астраханский аэроклуб и без отрыва от основной работы в октябре 1941 года с отличием закончил его. Получил свидетельство пилота ГВФ четвёртого класса.
Управляющий трестом М. И. Корсунов совершал полёты к рыбакам низовьев Волги, Махачкалу и другие районы, решая задачи по снабжению фронта и тыла рыбной продукцией. За 4 года войны на самолётах У-2, ПО-2, ША-2 налетал около 800 часов.
В январе 1943 года в Астрахани на базе Волго-Каспийского треста был создан Каспийский Главк Наркомрыбпрома СССР. М. Корсунова назначили начальником Главка.
В период Великой Отечественной войны рыбопромышленный флот был военизирован, основные суда вооружены. Корсунов, оставаясь в должности начальника Главка, руководил действиями военизированной флотилии Наркомрыбпрома СССР на Каспийском море. Флотилия принимала участие в организации волжских переправ, когда фашисты подходили к Волге, в перевозке военных грузов. Приходилось отбивать и налёты вражеской авиации.
В 1943 году был награждён орденом Ленина.
Работая в Астрахани, избирался членом Астраханского окружкома КПСС, депутатом окружного Совета депутатов трудящихся, членов обкома профсоюза рыбников, членов Рыбакколхозсоюза и ряда других организаций.
В январе 1946 года постановлением Совета Министров СССР назначается главным контролёром Министерства Госконтроля СССР по Министерству рыбной промышленности. Этой работой занимался до 1957 года. С июня 1957 года стал работать заместителем начальника отдела рыбной промышленности Госплана СССР.
В декабре 1964 года в Москве скоропостижно скончался. На траурном митинге присутствовали члены правительства. В своем выступлении А. И. Микоян сказал, что имя М. И. Корсунова будет увековечено в названии современного судна флота рыбной промышленности. В 1967 году в городе Астрахани было создано Каспийского мореходное училище. Через три года для плавательной практики курсантов училище получило учебное судно «Михаил Корсунов».
Потомками М. И. Корсунова (Корсуновыми, Волковыми, Белинскими) в Астраханский государственный объединённый историко-архитектурный музей-заповедник были переданы документы, фотографии, газеты, буклет «Михаил Корсунов» из личного архива.

## Награды
Награждён орденом Ленина, двумя орденами Трудового Красного Знамени, орденом «Знак Почета», медалями «За оборону Сталинграда», «За оборону Кавказа», «За доблестный труд в Великой Отечественной войне 1941—1945 гг.», Почётной грамотой Президиума Верховного Совета РСФСР, значком «Отличник рыбной промышленности». В его честь было названо учебное судно «Михаил Корсунов».